# Суккул-Михайловка
Сукку́л-Миха́йловка (рос. Суккул-Михайловка, башк. Һыуыккул-Михайловка) — присілок у складі Міякинського району Башкортостану, Росія. Входить до складу Новокарамалинської сільської ради.
Населення — 313 осіб (2010; 293 в 2002).
Національний склад:
- чуваші — 94%